# Yukio Peter
Yukio Peter (ur. 29 stycznia 1984) – nauruański sztangista, olimpijczyk.

## Przebieg kariery
W 2004 roku wziął udział w Letnich Igrzyskach Olimpijskich 2004. Startował w kategorii do 69 kilogramów. Uzyskał 302,5 kg (135 w rwaniu, 167,5 w podrzucie) co dało mu 8 lokatę.

### Źródła
- Yukio Peter Biography and Olympic Results [online], Sports-Reference.com [dostęp 2012-06-07] [zarchiwizowane z adresu 2011-09-16] (ang.).